# Skamhals
Skamhals var en svensk runristare. 
1959 hittades en runsten i torngrunden till Västerljungs kyrka och efter att stenen tagits fram kunde man se att den var dekorerad på tre sidor. Framsidan visar en traditionell drakslinga med text medan baksidan och ena smalsidan återger rent ornamentala drakslingor och människor samt djurbilder bland annat en man som är omslingrad av ormar. Inskriptionen på runstenen lyder i översättning: "Hunnäv reste efter Gerrnar, sin fader. Han är ändad i Tjurst. Skamhals högg dessa runor."  